# هدنة تانغ

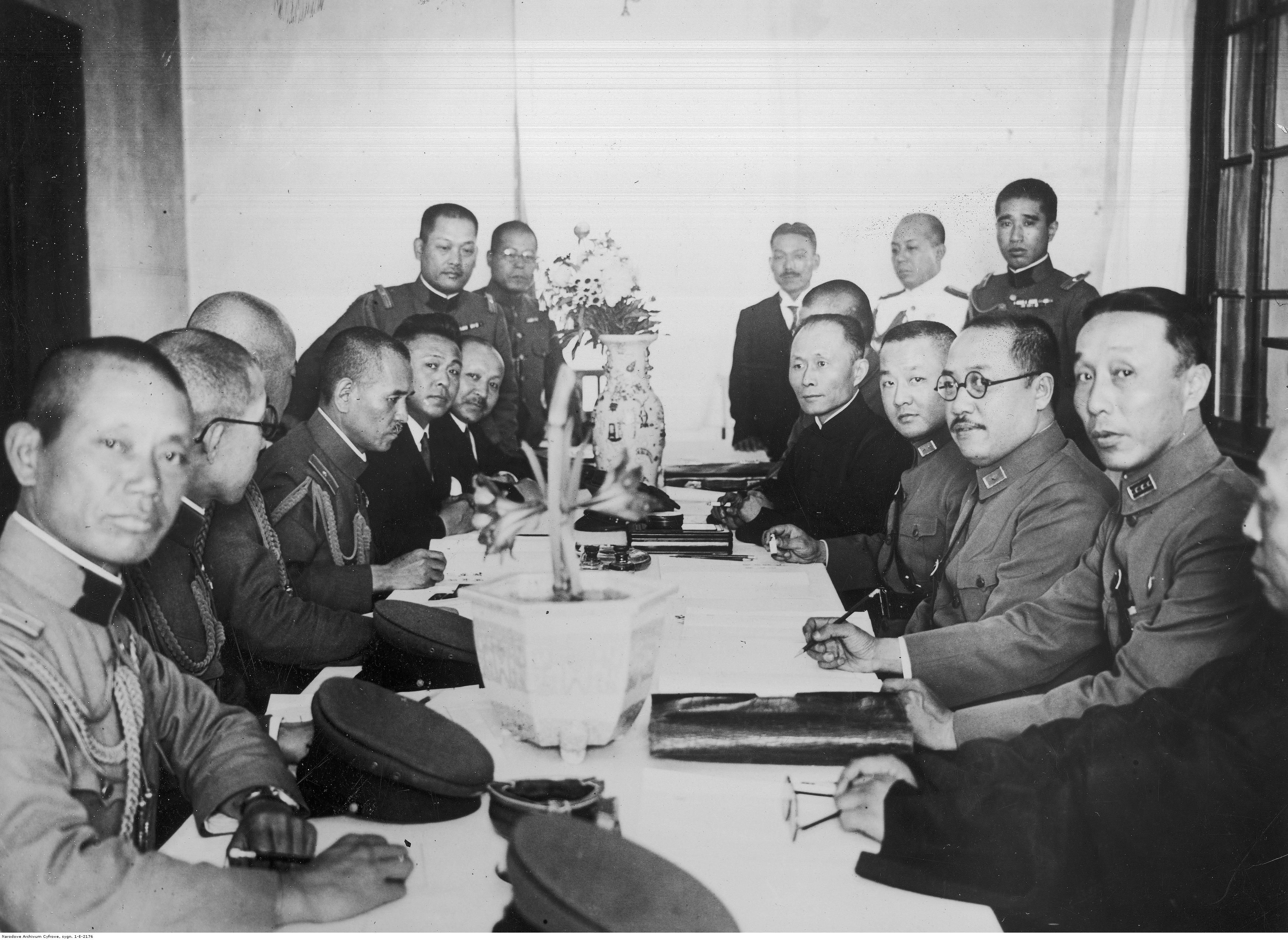
مفاوضات هدنة تانغ

هدنة تانغ (باليابانية: 塘沽協定، بالصينية المبسطة: 塘沽协定، بالصينية التقليدية: 塘沽協定)، كانت وقفا إطلاق النار تم توقيعه بين جمهورية الصين وإمبراطورية اليابان في منطقة تانغ، تيانجين، في 31 مايو 1933. أنهت الهدنة رسميًا الغزو الياباني لمنشوريا، الذي بدأ في عام 1931.

## خلفية
بعد حادثة موكدين في 18 سبتمبر 1931، غزا جيش كوانتونغ الياباني منشوريا وبحلول فبراير 1932، استولى على المنطقة بأكملها. أقنع اليابانيون الإمبراطور الأخير من أسرة تشينغ، بوئي، الذي كان يعيش في المنفى في امتيازات تيانجين،على قبول عرش الإمبراطورية الجديدة في مانشوكو، والتي بقيت تحت سيطرة الجيش الإمبراطوري الياباني.
في يناير 1933، لتأمين الحدود الجنوبية لمانشوكو، غزت قوة مشتركة يابانية ريهي. بعد احتلال تلك المقاطعة بحلول شهر مارس، دُفعت الجيوش الصينية المتبقية في الشمال الشرقي وراء سور الصين العظيم إلى مقاطعة خبي.
منذ بدء الأعمال العدائية، ناشدت الصين جيرانها والمجتمع الدولي لكنها لم تتلق أي دعم فعال.  عندما دعت الصين إلى اجتماع طارئ لعصبة الأمم، تم تشكيل لجنة للتحقيق في القضية. تقرير لجنة ليتون أدان في النهاية تصرفات اليابان لكنه لم يقدم أي خطة للتدخل. رداً على ذلك، انسحب اليابانيون ببساطة من العصبة في 27 مارس 1933.  
كان الجيش الياباني يخضع لتعليمات صريحة من الإمبراطور الياباني هيروهيتو، الذي أراد إنهاء سريع للصراع في الصين وأراد اليابان عدم المغامرة خارج سور الصين العظيم.  كان موقف اليابان التفاوضي قويًا للغاية، حيث كان القوميون الصينيون تحت ضغط شديد من الحرب الأهلية الشاملة المتزامنة ضد الشيوعيين الصينيين. 

## المفاوضات
في 22 مايو 1933، التقى ممثلون صينيون ويابانيون للتفاوض على إنهاء الصراع. كانت المطالب اليابانية شديدة: تم إنشاء منطقة منزوعة السلاح تمتد 100 كيلومتر جنوب السور العظيم من بكين إلى تيانجين، مع وجود سور الصين العظيم نفسه تحت السيطرة اليابانية. لم يُسمح لوحدات الكومينتانغ العسكرية المنتظمة في المنطقة المنزوعة السلاح، لكن سُمح لليابانيين باستخدام طائرات استطلاع أو دوريات برية لضمان الحفاظ على الاتفاقية. كان من المقرر الحفاظ على النظام العام داخل المنطقة من قبل فيلق الحفاظ على السلام في المنطقة منزوعة السلاح بأسلحة خفيفة.
هناك بندان سريان يستبعدان أيًا من جيوش المتطوعين المناهضين لليابان من فيلق الحفاظ على السلام وينصان على تسوية أي نزاعات لا يمكن حلها من قبل فيلق الحفاظ على السلام بالاتفاق بين الحكومتين اليابانية والصينية.
وافق شيانج كاي شيك والحكومة الصينية، بسبب حربهم الأهلية مع الشيوعيين، وعدم قدرتهم على كسب الدعم الدولي، على جميع مطالب اليابان تقريبًا. 
علاوة على ذلك، كانت معظم المنطقة المنزوعة السلاح الجديدة داخل الأراضي المتبقية لأمير حرب منشوريا، تشانغ شيويليانغ. 

## بعد الهدنة

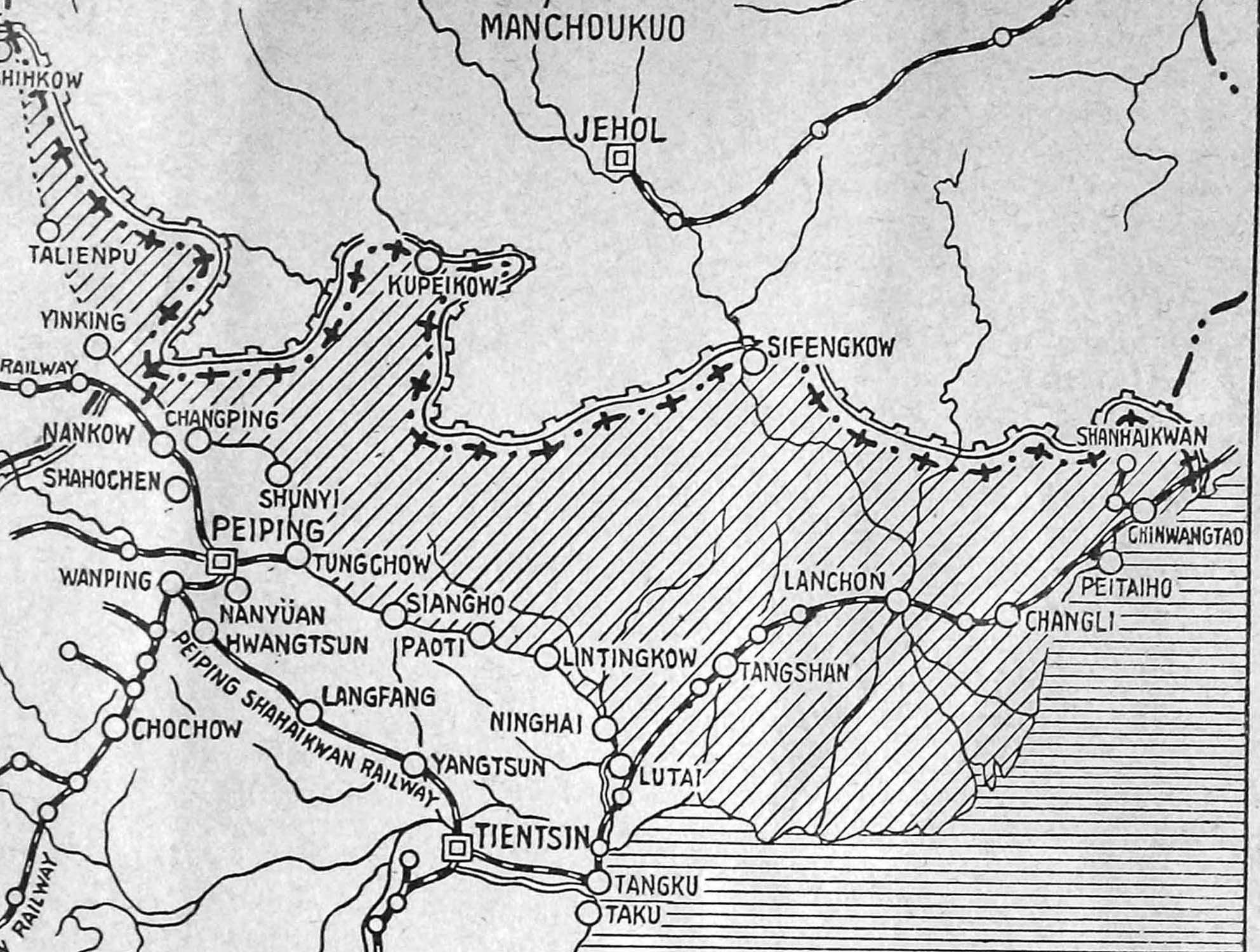
المنطقة منزوعة السلاح بموجب هدنة تانغ

أدت هدنة تانغ بحكم الواقع إلى اعتراف حكومة الكومينتانغ بمانشوكو واعترافها بفقدان ريهي.  ونصت على إنهاء مؤقت للقتال بين الصين واليابان، وتحسنت العلاقات بين البلدين لفترة وجيزة. في 17 مايو 1935، تم رفع مستوى المفوضية اليابانية في الصين إلى مرتبة سفارة، وفي 10 يونيو 1935، تم إبرام اتفاقية هو-أوميزو. أعطت هدنة تانغ الوقت لتشيانغ كاي تشيك لتوحيد قواته وتركيز جهوده ضد الحزب الشيوعي الصيني وإن كان ذلك على حساب شمال الصين. 
ومع ذلك، كان الرأي العام الصيني معاديًا للشروط التي كانت مواتية جدًا لليابان ومهينة للغاية للصين. على الرغم من أن الهدنة نصت على منطقة عازلة منزوعة السلاح، إلا أن الطموحات اليابانية الإقليمية تجاه الصين ظلت قائمة، وأثبتت الهدنة أنها مجرد فترة راحة مؤقتة حتى اندلعت الأعمال العدائية مرة أخرى في عام 1937 بسبب الحرب الصينية اليابانية الثانية.

## اقتباسات
1. 1 2 3 4  Kitchen, pp. 140–141.
2. ↑  Van Ginneken, p. 115.
3. ↑  http://www.republicanchina.org/war.htm#Chang-Cheng-Zhi-Zhan Battles of the Great Wall نسخة محفوظة 2008-11-22 على موقع واي باك مشين.
4. ↑  Fenby, p. 282.
5. 1 2  Bix, p. 272.